# 잎새 하나
<잎새 하나>는 대한민국의 남매듀엣 현이와 덕이의 첫번째 정규음반 《순진한 아이》의 B면 6번 트랙으로 발표된 곡이다. 장덕 작사 · 작곡의 곡으로 소녀취항적 곡들이 대부분인 《순진한 아이》 음반에서 B면 마지막 5번 트랙의 <너는>과 함께 가장 성인 취향적인 곡이라고 볼 수 있다. 이 곡은 비슷한 시기 여성 가수 하영의 음반 《고향생각》의 B면 2번 트랙으로 발표되기도 했다. 